# Neretvanski kanal
Neretvanski kanal – kanał morski w Chorwacji, pomiędzy wyspą Hvar, półwyspem Pelješac a stałym lądem, część Morza Adriatyckiego.

## Opis
Jego długość wynosi 30 km, a głębokość maksymalna 60 m. Rozciąga się na kierunku północny zachód – południe. Połączony jest z dwoma innymi kanałami: Hvarskim i Korčulanskim, a także z zatoką o nazwie Malo more. Największe miejscowości nad kanałem to: Ploče, Gradac, Trpanj, Sućuraj.